# Johan IV av Portugal
Johan IV av Portugal (portugisiska João IV de Portugal), född i mars 1604 i Vila Viçosa, död 6 november 1656, var kung av Portugal och Algarve från 1640 till sin död. Han kallades "Johan restauratorn" (João o Restaurador), på grund av att han ledde Restaurationskriget. Han tillhörde huset Bragança, som är en sidolinje till huset Capet.

## Biografi
Johan IV av Portugal var son till Ana de Velasco y Giron och hertigen av Bragança, Teodósio II, som avled sinnessjuk 1630, varmed Johan IV efterträdde honom som hertig. Johans farmor var Catarina av Braganza. Han gifte sig 1633 med Luisa de Guzmán (1613–1666), dotter till hertigen av Medina-Sidonia. Genom folkets önskan blev han under revolutionen 1 december 1640 kung av Portugal, till vilket han var legitim arvinge, mot rivalen Filip IV av Spanien, som förklarade krig. Portugal gick 1641 i allians med Frankrike och Sverige.
Johan IV avled 1656, och efterträddes av sin son Alfonso VI av Portugal. Hans dotter Catarina gifte sig med Karl II av England. När Alfonso VI dog, efterträddes han som kung av en annan son till Johan IV, Peter II av Portugal. Hans äldste son Teodosio blev prins av Brasilien
Johan IV var beskyddare av konst och musik, samt skrev och komponerade själv. Han inrättade ett av världens största bibliotek, som förstördes under jordbävningen i Lissabon 1755.